# ペラビア州

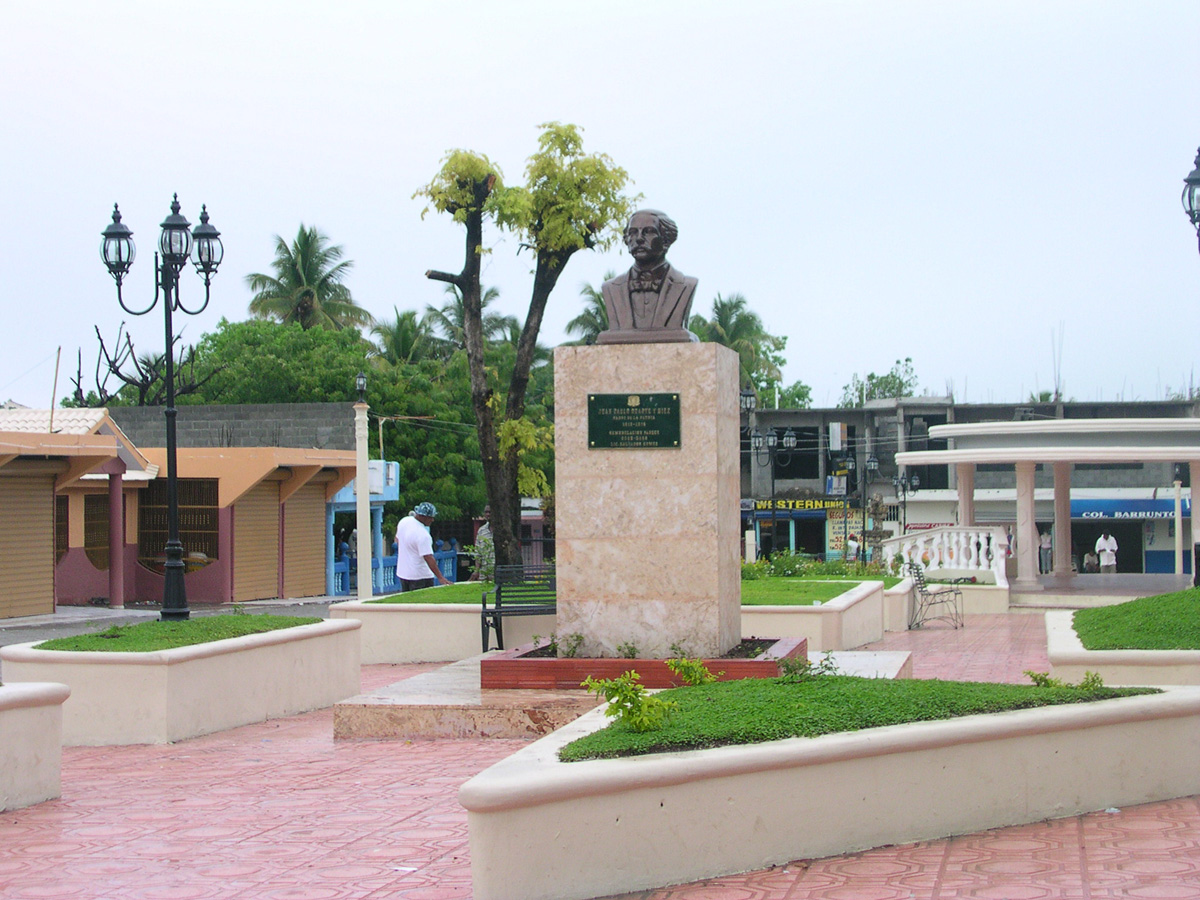
ニザオ

ペラビア州 (ペラビアしゅう、スペイン語：Peravia / スペイン語発音: [peˈɾaβja])は、ドミニカ共和国中南部の州。
2017年の人口は19万3869人。
州都はバニ。

## 歴史
2002年1月1日、サン・ホセ・デ・オコア州から分離し、ペラビア谷に因んで名付けられた。

## 隣接州
- 北：サン・ホセ・デ・オコア州
- 東：サン・クリストバル州
- 南～西：カリブ海
- 北西：アスア州

## 行政区分
- ニサオ（英語版）
- バニ（英語版）：州都
- マタンサス（英語版）